# منتخب قرغيزستان لهوكي الجليد للناشئين
منتخب قرغيزستان لهوكي الجليد للناشئين هو ممثل قرغيزستان الرسمي في المنافسات الدولية في هوكي الجليد للناشئين
.